# Первомайский (Окуловский район)
Первома́йский — посёлок в Окуловском муниципальном районе Новгородской области, относится к Угловскому городскому поселению.

## Географическое положение
Посёлок расположен на Валдайской возвышенности, на высоте 196 м над уровнем моря, в 3 км (4 км по автодороге) к западу от Угловки, с западной стороны главного хода Октябрьской железной дороги. Расстояние до административного центра муниципального района — города Окуловка 33 км по автомобильным дорогам. К югу, неподалёку от Первомайского, находятся деревня Березовка (3 км) и посёлок при станции Селище.

## История
Посёлок появился при заводе № 2 Угловского известкового комбината. Наименование Первомайский было присвоено посёлку, в составе Званского сельсовета Окуловского сельского района, решением Новгородского облисполкома от 9 октября 1964 года № 535. Пленум ЦК КПСС, состоявшийся 16 ноября 1964 года отменил принцип партийного руководства народным хозяйством сложившийся после ноябрьского (1962 года) пленума ЦК КПСС «о перестройке партийного руководства народным хозяйством», и Указом Верховного Совета РСФСР от 12 января 1965 года сельские районы, в том числе и Окуловский были преобразованы в административные районы и решением Новгородского облисполкома от 14 января 1965 года № 6 и Званский сельсовет и посёлок в составе Окуловского района.
С 2005 года в составе Угловского городского поселения.

## Население
| 2002 | 2004 | 2006 | 2010 | 2011 |
| ---- | ---- | ---- | ---- | ---- |
| 75   | ↘69  | ↘57  | ↘40  | ↘38  |

## Транспорт
Ближайшая железнодорожная станция находится на главном ходу Октябрьской железной дороги в посёлке при станции Селище в 2 км юго-восточнее деревни.